# Существенное сходство в авторском праве США
В законе Об авторском праве США термин существенное сходство является стандартом, используемым для определения того, нарушены ли авторские права или нет. Стандарт исходит из признания того, что исключительное право делать копии произведения будет лишено смысла, если нарушение было ограничено только точными и полными копиями произведения. Многие суды использовали термин «существенное сходство» или «поразительное сходство» для доказательства проведенного копирования.

## Существенное сходство в нарушении авторских прав
Чтобы выиграть иск о нарушении авторских прав в Гражданском или уголовном суде, истец должен показать, что он или она владеет авторскими правами, ответчик фактически скопировал  работу и уровень копирования достигает степени присвоения. Согласно доктрине существенного сходства нарушение авторского права произошло, даже если формулировка текста работы была изменена или изменены звуковые или визуальные элементы работы.

Возможная путаница в оценках прав возникает потому, что некоторые суды используют «существенное сходство» в двух разных контекстах при нарушении авторских прав. 

### Поразительное сходство
Прямых доказательств фактического копирования со стороны ответчика существует мало, поэтому истцы должны часто прибегать к косвенному доказыванию копирования произведения. Как правило, при этом сначала показывают, что ответчик имел доступ к работе работы истца, затем, что степень сходства между двумя произведениями настолько поразительная или существенная, что сходство могло быть вызвано только копированием, а не, например, через «совпадение, независимое создание или использование общего источника». Некоторые суды также используют термин «доказательное подобие».
Суды опираются на несколько факторов, помогающих анализировать поразительное сходство в работах. Среди них:
1. Уникальность или сложность похожих разделов.
2. Есть ли в работе истца своеобразный элемент, который повторяется в предполагаемой контрафактной работе.
3. Возникновение похожих ошибок в обеих работах.
4. Наличие фиктивных элементов размещенных в работе истца, которые появляются также в работе ответчика. Например, фальшивые имена или объекты, которые часто вставляются в работы, такие как карты или справочники. Так например на карты могут наноситься улицы-ловушки, а в телефонные справочники — вымышленные телефонные номера.
5. Очевидные или сырые попытки создать видимость отличия[1].

Как правило, копирование не может быть доказано без доказательств доступа.

### Присвоение
Существенное сходство — это термин, который используется всеми судами для описания порога копирования защищаемого произведения. Это происходит тогда, когда сходство между охраняемыми элементами в двух работах поднимается выше малозначительного исключения при достижении порогового значения, что является «существенным» как качественно, так и количественно. В то время как действенные нарушение чаще можно найти там, где скопирована была малая часть произведения, но она составляла «сердце» произведения, основную его часть. В определении того, является ли использование существенным, суды должны учитывать является ли использованная часть в обеих произведениях существенной его частью или нет. Так как нет четкой линии разграничения степени вопрос определяется в каждом конкретном случае по-разному.
Стандарт существенного сходства применяется для всех видов объектов, охраняемых авторскими правами: книги, фотографии, игры, музыка, программное обеспечение и др. Он может также охватывать смежные объекты, как это было в прецеденте Роджерс против Кунса, где скульптор был обвинён в нарушении права на авторство фотографии.

## Тесты
Для определения степени существенного сходства разработаны специальные тесты. Мелвилл Ниммер описывает два различных теста на существенное сходство. Это «фрагментированное буквальное сходство» и «всеобъемлющее не буквальное подобие». Эти критерии были широко приняты и использовались американскими судами. Фрагментированное буквальное сходство возникает, когда фрагментированные охраняемые авторским правом элементы копируются из охраняемого произведения в порядке, не разрешаемом правом добросовестного использования. Оно более ограничено, чем комплексное копирование — как куплет из песни или часть изображения. Комплексное не-буквальное сходство может возникать даже в отсутствие дословного копирования защищенных авторским правом элементов.
Другие тесты разработаны для определения существенного сходства по существу могут быть разбиты на две категории: те, которые полагаются на обычные впечатления наблюдателей и те, которые полагаются на рассмотрение экспертами. Некоторые тесты сочетают в себе элементы обеих категорий.
Обычно тесты полагаются на субъективные реакции людей. Эти тесты были раскритикованы как недостоверные, так как у людей может не хватить возможностей для знакомства с авторскими концепциями и распознать элементы не подлежащие охране авторским правом, таких как идея, и можно также не распознать истинные нарушения.

### Сравнительный тест
Первичный тест используется при сравнении компьютерных программ, в последовательности действий арбитра — «абстрагировании — фильтрации -сравнительном тесте». Эти действия также называют просто «фильтрационным тестом». Тест, который был разработан, апелляционным судом США второго округа при в процессе рассмотрения суда между  U.S. Court of Appeals for the Second Circuit и Altai, Inc. сравнивает элементы программного обеспечения на уровне абстракции от машинных команд, исключая те элементы, которые не подлежат охране авторским правом.